# 索爾斯伯里 (伊利諾伊州)
索爾斯伯恩（英語：Salisbury）是位於美國伊利諾伊州桑加蒙縣的一個非建制地區。該地的面積和人口皆未知。

## 地理
索爾斯伯恩的座標為39°53′23″N 89°45′52″W / 39.88972°N 89.76444°W，而該地的平均海拔高度為181米（即594英尺）。